# شرف‌خان‌لی
شرف‌خان‌لی (به لاتین: Şərəfxanlı) یک منطقه مسکونی در جمهوری آذربایجان است که در شهرستان آغجه‌آباد واقع شده است. شرف‌خان‌لی ۷۲۵ نفر جمعیت دارد.